# Lînove, Putîvl
Lînove (în ucraineană Линове) este o comună în raionul Putîvl, regiunea Sumî, Ucraina, formată numai din satul de reședință.

## Demografie
Componența lingvistică a comunei Lînove
     Rusă (92,84%)
     Ucraineană (7,02%)
     Alte limbi (0,14%)
Conform recensământului din 2001, majoritatea populației comunei Lînove era vorbitoare de rusă (92,84%), existând în minoritate și vorbitori de ucraineană (7,02%).